# أكسل سميتس
أكسل سميتس هو لاعب كرة قدم بلجيكي في مركز الدفاع، ولد في 12 يوليو 1974 في مدينة بروكسل في بلجيكا. شارك مع منتخب بلجيكا تحت 21 سنة لكرة القدم. أما مع النوادي، فقد لعب مع أنقرة غوجو وستاندارد لييج وشيفيلد يونايتد وليرس ونادي رويال شارلروا ونادي سالامانكا ونادي غينت ونادي كورتريك.

## وصلات خارجية
- أكسل سميتس على موقع اتحاد تركيا (لاعب) (الإنجليزية)
- أكسل سميتس على موقع قاعدة بيانات كرة القدم.إي يو (الإنجليزية)
- أكسل سميتس على موقع عالم كرة القدم.نت (الإنجليزية)